# Mammoißel
 Mammoißel  ist ein Ortsteil der Gemeinde Luckau (Wendland) im Landkreis Lüchow-Dannenberg in Niedersachsen. Das Dorf liegt nordwestlich vom Kernbereich von Luckau und südlich der B 493.

## Beschreibung

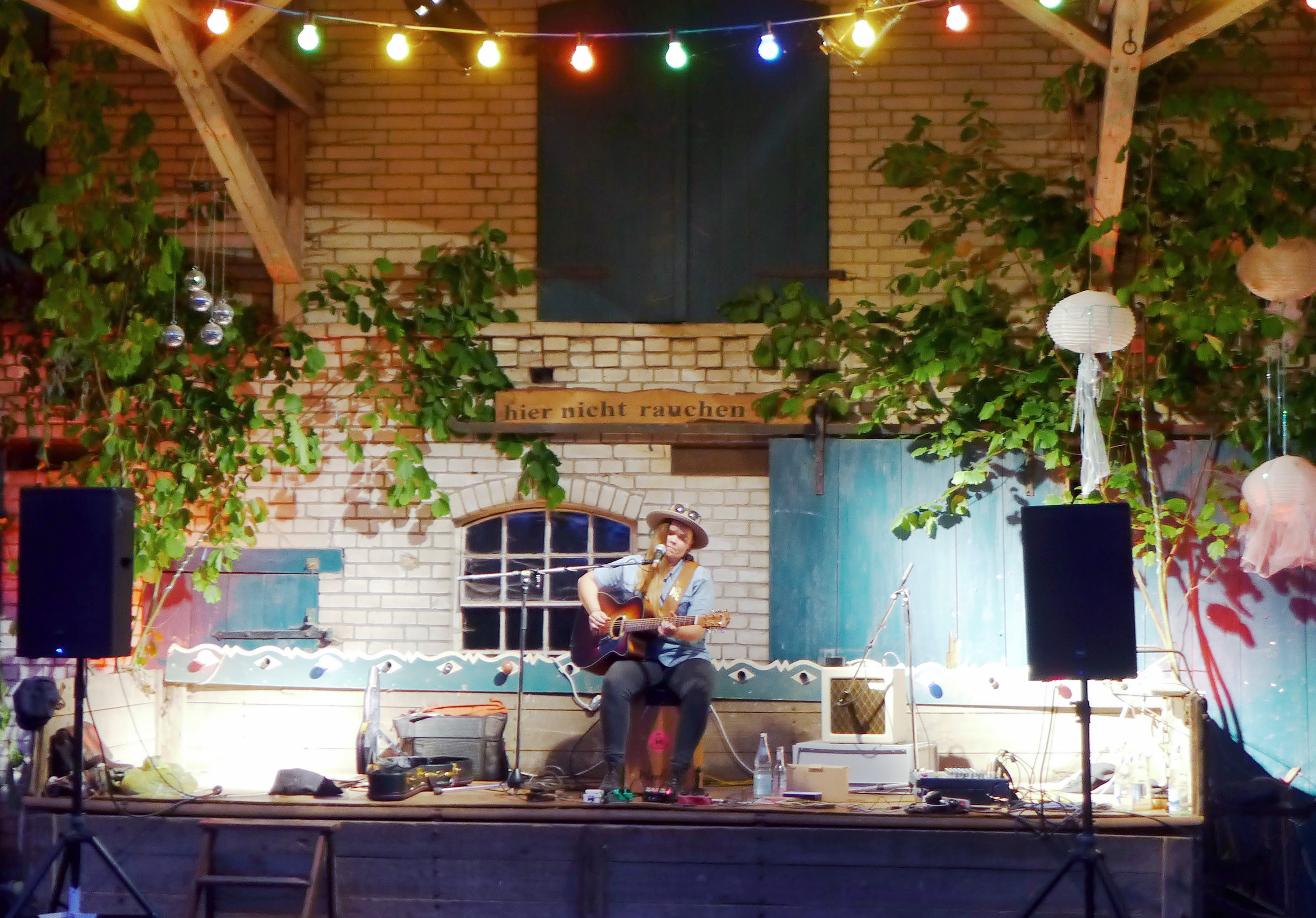
Konzert während der Kulturellen Landpartie

Der Ort ist einer der besterhaltenen Rundlinge des Wendlands. Sehenswert ist ein Vierständerhaus im Stil des niederdeutschen Hallenhauses aus dem Jahr 1777, das ein diagonales Fachwerk- und Ziegelmuster aufweist. Der Name des Ortes entstammt dem Slawischen und bedeutet Sitz des Malomysl. In dem Dorf leben etwa 30 Einwohner.

## Geschichte
Im Jahr 1848 hatte Mammoißel 21 Wohngebäude mit 111 Einwohnern.
Mammoißel war ursprünglich eine Gemeinde im Kreis Lüchow und wurde 1929 in die Gemeinde Zeetze eingegliedert, die ihrerseits am 1. Juli 1972 Teil der Gemeinde Luckau wurde.